# La Rosa (ort i Honduras)
La Rosa är en ort i Honduras.   Den ligger i departementet Departamento de Yoro, i den centrala delen av landet, 140 km norr om huvudstaden Tegucigalpa. La Rosa ligger 866 meter över havet och antalet invånare är 1 552.
Terrängen runt La Rosa är kuperad. Runt La Rosa är det glesbefolkat, med 15 invånare per kvadratkilometer. Närmaste större samhälle är San José, 11,3 km väster om La Rosa. 